# Mistrovství Evropy v boxu 2010
XXXVIII. mistrovství Evropy v boxu proběhlo v Moskvě, Rusko ve dnech 4. až 13. června 2010. Organizátorem turnaje mistrovství Evropy byla  European Boxing Confederation (EUBC).

## Česká stopa
Šéftrenér reprezentace: Miroslav Vrba
Na mistrovství Evropy startovali za Česko 4 boxeři:
- −60 kg: Miroslav Šerban (* 1991) z BC DTJ Prostějov
- −64 kg: Zdeněk Chládek (* 1990) z SKP Sever Ústí nad Labem
- −69 kg: Martin Svoboda (* 1984) z BC Pardubice
- −75 kg: Vardan Besaljan (* 1985) z BC DTJ Prostějov

## Výsledky
| Muži   | Zlato                    | Stříbro                   | Bronz                     | Bronz                    |
| ------ | ------------------------ | ------------------------- | ------------------------- | ------------------------ |
| –48 kg | Patrick Barnes (IRL)     | Elvin Mamišzada (AZE)     | Ovanes Danieljan (ARM)    | Kelvin de la Nieve (ESP) |
| –51 kg | Michail Alojan (RUS)     | Khalid Yafai (ENG)        | Vincenzo Picardi (ITA)    | Ronny Beblik (GER)       |
| –54 kg | Eduard Abzalimov (RUS)   | Georgij Čyhajev (UKR)     | Andrew Selby (WAL)        | Gamal Yafai (ENG)        |
| –57 kg | Děnis Makarov (GER)      | Iain Weaver (ENG)         | Sergej Kunicyn (BLR)      | Tyrone McCullough (IRL)  |
| –60 kg | Albert Selimov (RUS)     | Thomas Stalker (ENG)      | Eugen Burhard (GER)       | Eric Donovan (IRL)       |
| –64 kg | Haračik Džavachjan (ARM) | Gyula Káté (HUN)          | Alexandr Soljanikov (RUS) | Oleksandr Ključko (UKR)  |
| –69 kg | Balázs Bacskai (HUN)     | Alexis Vastine (FRA)      | Magomed Nurutdinov (BLR)  | Taras Šelesťuk (UKR)     |
| –75 kg | Arťom Čebotarov (RUS)    | Darren O'Neill (IRL)      | Nikolaj Veselov (BLR)     | Mladen Manev (BUL)       |
| –81 kg | Artur Beterbijev (RUS)   | Abdelkader Bouhenia (FRA) | Artur Chačaturjan (ARM)   | Kenneth Egan (IRL)       |
| –91 kg | Jegor Mechoncev (RUS)    | Tervel Pulev (BUL)        | Denys Pojacyka (UKR)      | József Darmos (HUN)      |
| +91 kg | Sergej Kuzmin (RUS)      | Viktor Zujev (BLR)        | Jused Abdelganí (ISR)     | Roman Kapitonenko (UKR)  |

## Medailová bilance
V boxu se rozdělilo celkem 11 sad medailí.
| Pořadí | Stát              |       | Muži    | Muži  | Muži | Celkem |
| Pořadí | Stát              | Zlato | Stříbro | Bronz |      | Celkem |
| ------ | ----------------- | ----- | ------- | ----- | ---- | ------ |
| 1.     | Rusko (RUS)       |       | 7       | 0     | 1    | 8      |
| 2.     | Irsko (IRL)       |       | 1       | 1     | 3    | 5      |
| 3.     | Maďarsko (HUN)    |       | 1       | 1     | 1    | 3      |
| 4.     | Německo (GER)     |       | 1       | 0     | 2    | 3      |
| 4.     | Arménie (ARM)     |       | 1       | 0     | 2    | 3      |
| 6.     | Anglie (ENG)      |       | 0       | 3     | 1    | 4      |
| 7.     | Francie (FRA)     |       | 0       | 2     | 0    | 2      |
| 8.     | Ukrajina (UKR)    |       | 0       | 1     | 4    | 5      |
| 9.     | Bělorusko (BLR)   |       | 0       | 1     | 3    | 4      |
| 10.    | Bulharsko (BUL)   |       | 0       | 1     | 1    | 2      |
| 11.    | Ázerbájdžán (AZE) |       | 0       | 1     | 0    | 1      |
| 12.    | Itálie (ITA)      |       | 0       | 0     | 1    | 1      |
| 12.    | Wales (WAL)       |       | 0       | 0     | 1    | 1      |
| 12.    | Izrael (ISR)      |       | 0       | 0     | 1    | 1      |
| 12.    | Španělsko (ESP)   |       | 0       | 0     | 1    | 1      |
| Celkem | Celkem            |       | 11      | 11    | 22   | 44     |